# Осочное
Осочное — горное озеро на острове Сахалин. Расположено на территории Томаринского городского округа Сахалинской области России.
Находится близ западного склона горы Спамберг, на высоте 690 м.
Водоём является бессточным. В озере отмечена двухслойная стратификация вод — в нижнем слое на глубине до 10 м концентрация кислорода понижается с глубиной от 80 до 0,4 %, средняя температура — 8 °C. Верхний слой насыщен кислородом (90-100 %), температура может достигать 18 °C.
Рельеф дна каньонного типа. Грунт у берегов каменисто-песчаный, гравийный либо каменисто-глыбовый, дно на глубине — чёрный и темно-синий ил.